# Герб Котиківки
Герб Котикі́вки — офіційний символ села Котиківки, Городенківського району Івано-Франківської області, затверджений рішенням Котиківської сільської ради.

## Опис герба
У золотому щиті з синьої хвилястої бази виходить зелене вістря, на якому золотий колос у стовп. У першій частині срібний птах, що летить вліво, У другій червоний розширений хрест. Щит вписаний у золотий декоративний картуш і увінчаний золотою сільською корона.